# Premier League Malti 2017-2018
La Premier League maltese 2017-2018 (ufficialmente BOV Premier League 2017-2018, per ragioni di sponsorizzazione) è stata la 103ª edizione della massima serie del campionato maltese di calcio. L'Hibernians era la squadra campione in carica. Il Valletta ha vinto il torneo per la ventiquattresima volta nella sua storia.

## Stagione

### Novità
Al termine della stagione 2016-2017 il Pembroke Athleta è retrocesso in First Division; al suo posto è stato promosso il Lija Athletic. In seguito all'aumento del numero di squadre, da 12 a 14, sono state promosse anche il Senglea Athletic e il Naxxar Lions.

## Formula
Le 14 squadre partecipanti si affrontano in un girone di andata e ritorno, per un totale di 26 giornate.

La squadra campione di Malta è ammessa al primo turno di qualificazione della UEFA Champions League 2018-2019.

Le squadre classificate al secondo e terzo posto sono ammesse al primo turno di qualificazione della UEFA Europa League 2018-2019.

La terzultima classificata gioca uno spareggio promozione-retrocessione contro la terza classificata della First Division.
Le ultime due classificate retrocedono direttamente in First Division.

## Squadre partecipanti
| Club             | Città        | Stadio                           | Stagione precedente         |
| ---------------- | ------------ | -------------------------------- | --------------------------- |
| Balzan           | Balzan       | Stadio Victor Tedesco (Ħamrun)   | 2º posto in Premier League  |
| Birkirkara       | Birkirkara   | Stadio di Ta' Qali (Ta' Qali)    | 3º posto in Premier League  |
| Floriana         | Floriana     | Independence Arena               | 5º posto in Premier League  |
| Gżira Utd        | Gżira        | Stadio di Ta' Qali               | 7º posto in Premier League  |
| Ħamrun Spartans  | Ħamrun       | Victor Tedesco Stadium           | 10º posto in Premier League |
| Hibernians       | Paola        | Stadio Hibernians                | Campione di Malta           |
| Lija Athletic    | Lija         | Lija Ground                      | 1º posto in First Division  |
| Mosta            | Musta        | Stadio Charles Abela Memorial    | 11º posto in Premier League |
| Naxxar Lions     | Naxxar       | MFA Centenary Stadium (Ta' Qali) | 3º posto in First Division  |
| Senglea Athletic | Senglea      | Stadio di Ta' Qali (Ta' Qali)    | 2º posto in First Division  |
| Sliema Wanderers | Sliema       | Tigne Sports Complex             | 6º posto in Premier League  |
| St. Andrews      | St. Andrew's | Luxol Sports Ground              | 8º posto in Premier League  |
| Tarxien Rainbows | Tarxien      | Tony Cassar Sports Ground        | 9º posto in Premier League  |
| Valletta         | La Valletta  | MFA Centenary Stadium (Ta' Qali) | 4º posto in Premier League  |

## Classifica finale
|                  | Pos. | Squadra          | Pt | G  | V  | N  | P  | GF | GS | DR  |
| ---------------- | ---- | ---------------- | -- | -- | -- | -- | -- | -- | -- | --- |
| Malta (bandiera) | 1.   | Valletta         | 58 | 26 | 17 | 7  | 2  | 40 | 11 | +29 |
|                  | 2.   | Balzan           | 55 | 26 | 16 | 7  | 3  | 42 | 19 | +23 |
|                  | 3.   | Gżira Utd        | 51 | 26 | 15 | 6  | 5  | 52 | 33 | +19 |
|                  | 4.   | Birkirkara       | 47 | 26 | 15 | 2  | 9  | 44 | 28 | +16 |
|                  | 5.   | Floriana         | 46 | 26 | 12 | 10 | 4  | 48 | 18 | +30 |
|                  | 6.   | Hibernians       | 46 | 26 | 13 | 7  | 6  | 43 | 16 | +27 |
|                  | 7.   | Sliema Wanderers | 40 | 26 | 11 | 7  | 8  | 35 | 26 | +9  |
|                  | 8.   | Ħamrun Spartans  | 35 | 26 | 10 | 5  | 11 | 39 | 33 | +6  |
|                  | 9.   | Senglea Athletic | 26 | 26 | 7  | 5  | 14 | 29 | 47 | -18 |
|                  | 10.  | Mosta            | 26 | 26 | 7  | 5  | 14 | 28 | 52 | -24 |
|                  | 11.  | St. Andrews      | 24 | 26 | 6  | 6  | 14 | 21 | 41 | -20 |
|                  | 12.  | Tarxien Rainbows | 23 | 26 | 6  | 5  | 15 | 34 | 56 | -22 |
|                  | 13.  | Naxxar Lions     | 22 | 26 | 5  | 7  | 14 | 27 | 41 | -14 |
|                  | 14.  | Lija Athletic    | 6  | 26 | 1  | 3  | 22 | 23 | 84 | -61 |

Legenda:

      Campione di Malta e ammessa alla UEFA Champions League 2018-2019

      Ammesse alla UEFA Europa League 2018-2019

 Ammessa allo spareggio promozione-retrocessione

      Retrocesse in First Division 2018-2019
Tre punti a vittoria, uno a pareggio, zero a sconfitta.

### Risultati
|                  | Bal  | Bir  | Flo  | Gżi  | Ħam  | Hib  | Lij  | Mos  | Nax  | Sen  | Sli  | StA  | Tar  | Val  |
| ---------------- | ---- | ---- | ---- | ---- | ---- | ---- | ---- | ---- | ---- | ---- | ---- | ---- | ---- | ---- |
| Balzan           | –––– | 2-1  | 1-1  | 0-0  | 2-0  | 1-0  | 4-3  | 2-0  | 2-0  | 2-1  | 0-0  | 3-1  | 1-0  | 2-1  |
| Birkirkara       | 1-3  | –––– | 1-1  | 4-0  | 4-2  | 1-3  | 2-1  | 2-0  | 3-2  | 5-0  | 2-1  | 2-0  | 3-1  | 0-3  |
| Floriana         | 1-1  | 0-2  | –––– | 1-1  | 1-0  | 0-1  | 6-0  | 5-0  | 2-0  | 3-0  | 1-0  | 4-0  | 5-0  | 1-1  |
| Gżira United     | 1-2  | 2-0  | 0-0  | –––– | 4-0  | 3-2  | 3-2  | 2-2  | 3-1  | 4-1  | 2-1  | 1-1  | 3-1  | 2-1  |
| Ħamrun Spartans  | 0-0  | 0-1  | 0-1  | 1-2  | –––– | 0-1  | 1-1  | 5-2  | 2-0  | 3-0  | 2-3  | 1-1  | 2-1  | 0-0  |
| Hibernians       | 1-0  | 1-0  | 1-1  | 2-0  | 0-0  | –––– | 7-0  | 3-0  | 1-1  | 5-1  | 0-1  | 4-0  | 2-2  | 0-0  |
| Lija Atheletic   | 0-3  | 0-2  | 2-6  | 0-4  | 1-5  | 0-3  | –––– | 1-5  | 0-4  | 2-3  | 0-2  | 1-2  | 0-4  | 1-3  |
| Mosta            | 0-5  | 0-3  | 2-2  | 3-5  | 0-2  | 0-0  | 3-1  | –––– | 0-2  | 2-1  | 1-1  | 1-0  | 3-1  | 0-1  |
| Naxxar Lions     | 0-0  | 0-2  | 1-2  | 0-2  | 1-4  | 0-0  | 1-1  | 2-0  | –––– | 3-0  | 1-5  | 3-1  | 1-2  | 0-1  |
| Senglea Athletic | 0-1  | 1-0  | 0-0  | 1-1  | 1-3  | 0-1  | 2-0  | 5-2  | 2-1  | –––– | 3-0  | 2-1  | 2-2  | 0-1  |
| Sliema Wanderers | 1-2  | 3-0  | 2-2  | 2-1  | 1-0  | 1-0  | 2-0  | 0-1  | 1-1  | 2-2  | –––– | 1-0  | 1-1  | 0-1  |
| St. Andrews      | 3-2  | 1-0  | 1-0  | 2-3  | 1-2  | 2-1  | 1-1  | 0-0  | 0-0  | 1-0  | 0-2  | –––– | 2-3  | 0-1  |
| Tarxien Rainbows | 3-1  | 1-3  | 0-2  | 1-2  | 1-4  | 0-3  | 2-3  | 0-1  | 5-2  | 1-1  | 2-1  | 0-0  | –––– | 0-2  |
| Valletta         | 0-0  | 0-0  | 1-0  | 2-1  | 3-0  | 2-1  | 4-2  | 1-0  | 0-0  | 1-0  | 1-1  | 3-0  | 6-0  | –––– |

## Spareggio promozione-retrocessione
La dodicesima classificata in Premier League sfida la terza classificata della First Division per un posto in Premier League.
|                  | Risultati |                    | Luogo e data                              |  |
| ---------------- | --------- | ------------------ | ----------------------------------------- |  |
| Tarxien Rainbows | 1 - 0     | Żejtun Corinthians | Stadio Hibernians (Paola), 27 aprile 2018 |  |